# Boots Faye
Boots Faye (* 28. August 1923 in Springfield, Missouri; † 25. August 1999; bürgerlich Grace Eloise Tartsch) war eine US-amerikanische Country-Musikerin. Sie trat oft mit ihrem Mann Idaho Call auf.

## Leben

### Kindheit und Jugend
Boots Faye war die jüngste von drei Töchtern der Familie. Sie wuchs in musikalischer Umgebung auf; ihr Vater spielte unter anderem Gitarre und Fiddle. Ihre zwei Schwestern besaßen jedoch kein musikalisches Talent.

### Karriere
Faye begann ihre Karriere in ihrer Heimatstadt zusammen mit Marie Genevie Brayfield. Zusammen traten sie unter dem Künstlernamen The Faye Sisters auf (Boots & Bobby Faye). Zuerst spielten sie nur in ihrer Freizeit zur Unterhaltung zusammen und bewarben sich dann bei der Alfebrau Hour, einer wöchentlichen Talentshow. Nachdem sie dort einen Song gesungen hatten, wurden sie von dem Radiosender KWTO engagiert, um im Programm des Senders aufzutreten. Zudem unternahmen sie Tourneen mit den Weaver Brothers; Boots Faye war auch Mitglied der Hillbilly Belles auf KWTO. Nach einem kurzweiligen anderen Aufenthalt kehrte das Duo 1940 zu KWTO zurück und blieb dort bis 1943, abgesehen von einem kurzen Zwischenspiel bei KMA in Shenandoah, Iowa.
Nachdem ihre Partnerin heiratete, zerbrach das Duo und Faye zog nach Shenandoah, wo sie eine Zeit lang über KMA zu hören war. Danach verlagerte sie ihre Aktivitäten nach Kalifornien, wo sie in Foreman Phillips’ Western-Swing-Orchester sang. Dort traf sie auch auf den Musiker Idaho Call, den sie 1945 kurz danach heiratete. Beide spielten in dieser Zeit auch mit Ted Daffan’s Texans.
Faye und ihr Mann machten sich geschäftlich unabhängig, indem sie ihr eigenes Plattenlabel, Fayecall Records, und ihre eigene Publishingfirma, Krawl Publishing, gründeten. 1951 unterzeichneten beide einen Plattenvertrag bei Capitol Records, das den Schallplattenmarkt an der Westküste beherrschte. Für Capitol wurden Soloplatten auch einige gemeinsame Singles eingespielt. Für Callfaye nahmen sie auch einige Singles auf, von denen Tip Toes / Dreamy Moon 1961 oder 1963 von RCA Victor neu veröffentlicht wurde. Trotzdem wollte ein Charthit nicht kommen und Fayes großer Durchbruch kam nie.
Zusammen mit ihrem Mann hatte Boots Faye vier Kinder. Sie starb 1999.

## Diskografie
| Jahr      | Titel                                                 | Label #            |
| --------- | ----------------------------------------------------- | ------------------ |
| 1951      | Sinful Song / Waltz of the Wind                       | Capitol 1572       |
|           | Asleep at the Switch / You Tried to Ruin My Name      | Capitol 1772       |
|           | Grinnin’ Like a Possum / Stranded                     | Capitol 1871       |
|           | Shifting Sands (mit Idaho Call) / Cryin’ My Heart Out | Capitol 2337       |
|           | Tip Toes / ?                                          | Callfaye 130       |
|           | Dreamy Moon / Steppin’ High (mit Idaho Call)          | Callfaye 131       |
|           | ? / Idaho Home (mit Idaho Call)                       | Callfaye 133       |
| 1961–1963 | Tip Toe / Dreamy Moon                                 | RCA Victor 47-8211 |